# Les Survivants (Bételgeuse)
Ne doit pas être confondu avec Survivants - Anomalies quantiques.
Pour les articles homonymes, voir Les Survivants.
Les Survivants publié en 2001 chez Dargaud, est le deuxième tome du deuxième cycle (Bételgeuse) de la série de bande dessinée Les Mondes d'Aldébaran lancée par l'auteur brésilien Leo, le premier cycle étant Aldébaran et le troisième étant Antarès.

## Synopsis
Sur la planète Bételgeuse-6, découverte quelques années auparavant (en 2184) par un petit groupe puis inexplicablement coupé de sa base, deux groupes antagonistes se sont formés : la majorité des rescapés se sont installés à flanc de falaise, en une société structurée par des rêgles strictes et une discipline militaire : c'est le groupe du canyon. L'autre, sous l'égide de Leilah Nakad, la commandante du vaisseau Konstantin Tsiolkowsky qui les amena à destination puis fut contaminé par un virus informatique, plus souple est le groupe du désert. Les deux groupes se querellent au sujet d'étranges animaux de la planète : Les iums. Est-ce que ces animaux seraient assez intelligents pour justifier l'abandon de la colonisation ? 
Kim et le lieutenant Steve Hudson, accompagné des rescapés qu'ils ont recueilli au contact du Konstantin Tsiolkowsky Inge et Hector, vont devoir faire face à cette situation, étant donné que le Colonel Wong s'est fait tuer et qu'ils sont, eux aussi, coupés de leur base sur Aldébaran. Kim, elle, en dehors de ces problèmes, a une autre préoccupation : la mantrisse.

## Personnages
- Majeurs[2] : Kim Keller, Steve Hudson, Inge de Vries, Hector Albornoz, Mike Donovan, Tazio Menegaz
- Mineurs : Leilah Nakad, Toshiro Matsuda, Alexa Komarova, Marc Sorensen, Lopes, Alonzo Margulis, Darius, Park-Dae Sik, Léonora, femme de chambre...

## Documentation
- Paul Gravett (dir.), « Les années 2000 : Bételgeuse », dans Les 1001 BD qu'il faut avoir lues dans sa vie, Flammarion, 2012 (ISBN 2081277735), p. 739.